# Veneroida
Veneroida è un ordine di molluschi bivalvi.

## Superfamiglie
- Superfamiglia Arcticoidea Newton, 1891
  - Famiglia Arcticidae Newton, 1891
  - Famiglia Trapezidae Lamy, 1920
- Superfamiglia Astartoidea d'Orbigny, 1844
  - Famiglia Astartidae d'Orbigny, 1844
  - Famiglia Cardiniidae Zittel, 1881
- Superfamiglia Cardioidea Lamarck, 1809
  - Famiglia Cardiidae Lamarck, 1809
- Superfamiglia Carditoidea J. Fleming, 1828
  - Famiglia Carditidae Fleming, 1828
  - Famiglia Condylocardiidae Bernard, 1897
- Superfamiglia Chamoidea Lamarck, 1809
  - Famiglia Chamidae Lamarck, 1809
- Superfamiglia Corbiculoidea J. E. Gray, 1847
  - Famiglia Corbiculidae Gray, 1847
  - Famiglia Pisidiidae Gray, 1857
- Superfamiglia Crassatelloidea Ferussac, 1822
  - Famiglia Crassatellidae Ferussac, 1822
- Superfamiglia Cyamioidea Sars, 1878
  - Famiglia Cyamiidae Philippi, 1845
  - Famiglia Neoleptonidae Thiele, 1934
  - Famiglia Sportellidae Dall, 1899
- Superfamiglia Dreissenoidea Gray, 1840
  - Famiglia Dreissenidae Gray, 1840
- Superfamiglia Galeommatoidea J. E. Gray, 1840
  - Famiglia Galeommatidae Gray, 1840
  - Famiglia Lasaeidae Gray, 1847
  - Famiglia Leptonidae Gray, 1847
- Superfamiglia Glossoidea J. E. Gray, 1847
  - Famiglia Glossidae Gray, 1847
  - Famiglia Kelliellidae Fischer, 1887
  - Famiglia Vesicomyidae Dall & Simpson, 1901
- Superfamiglia Lucinoidea J. Fleming, 1828
  - Famiglia Cyrenoididae H. & A. Adams, 1857
  - Famiglia Fimbriidae Nicol, 1950
  - Famiglia Lucinidae Fleming, 1828
  - Famiglia Mactromyidae Cox, 1929
  - Famiglia Thyasiridae Dall, 1901
  - Famiglia Ungulinidae H. & A. Adams, 1857
- Superfamiglia Mactroidea Lamarck, 1809
  - Famiglia Anatinellidae Gray, 1853
  - Famiglia Cardilidae Fischer, 1887
  - Famiglia Mactridae Lamarck, 1809
  - Famiglia Mesodesmatidae Gray, 1839
- Superfamiglia Solenoidea Lamarck, 1809
  - Famiglia Pharidae H. Adams & A. Adams, 1858
  - Famiglia Solenidae Lamarck, 1809
- Superfamiglia Tellinoidea Blainville, 1814
  - Famiglia Donacidae Fleming, 1828
  - Famiglia Psammobiidae Fleming, 1828
  - Famiglia Scrobiculariidae H. & A. Adams, 1856
  - Famiglia Semelidae Stoliczka, 1870
  - Famiglia Solecurtidae Orbigny, 1846
  - Famiglia Tellinidae Blainville, 1814
- Superfamiglia Veneroidea Rafinesque, 1815
  - Famiglia Glauconomidae Gray, 1853
  - Famiglia Petricolidae Deshayes, 1831
  - Famiglia Turtoniidae Clark, 1855
  - Famiglia Veneridae Rafinesque, 1815